# Каранног
Святой Каранног, также Карантек (валл. Carannog, брет. Karanteg, ирл. Cairnech, фр. Carantec, англ. Carantoc, лат. Carantocus) — полулегендарный валлийский святой V века, почитаемый также в Бретани и Корнуолле. Как и практически все бретонские святые, не был официально канонизирован Ватиканом, однако является святым vox populi. Святой покровитель и основатель Карантека (Франция), Лланграннога (Уэльс) и Крантока (корн. Lanngorrow, Корнуолл, Англия). Почитается Католической и Православной церквями, день памяти — 16 мая.

## Жизнеописание
Источниками биографии Караннога являются жития, написанные и составленные века спустя после его смерти — в XI, XV и даже XIX веках, поэтому к содержащейся в них информации следует относиться с осторожностью. Также святого Караннога нередко путают с двумя другими бретонскими святыми, носившими похожие имена: святой Карадек (фр. Caradec), покровитель Плубале (XI век) и святой Карадок (фр. Caradoc), покровитель Энбона (XII век).
Согласно позднесредневековому валлийскому генеалогическому трактату «Родословная святых» (валл. Bonedd y Saint), Каранног родился в V веке в Уэльсе и был внуком Кередига, короля Кередигиона и, соответственно, правнуком Кунеды, основателя королевства Гвинед. По легенде, в эпоху третьего консулата Аэция (в 446 году) королевство Кередигион столкнулось с нашествием скоттов и пиктов, и, в силу возраста короля Кередига, Каранногу было предложено сместить его. Не желая участвовать в заговоре против собственного отца, Каранног бежал в Ллангранног, что в южной части Кередигиона, где он основал церковь. По другим данным, само поселение было основано им.
Около 450 года, согласно бревиарию Леонской епархии 1519 года, он отправился в Гибернию (то есть Ирландию) к святому Патрику, где вёл аскетичный образ жизни, странствуя в одной лишь грубой рясе и с посохом, обладающим, как утверждается, чудесными свойствами. Затем, по разным данным либо в Ирландии, либо в Уэльсе, Каранног основал монастырь, где впоследствии исцелил от проказы святого Тененана и стал его наставником. Впрочем, некоторые исследователи считают, что Каранног не был в Ирландии, так как он не упоминается ни в многочисленных житиях и легендах о святом Патрике, ни в собственных произведениях ирландского святого.
С периодом пребывания Караннога в Британии связана легенда о его встрече с королём Артуром в Сомерсете. Каранног смог помочь ему, усмирив змея колоссальных размеров (не позволяя никому нанести ему вред), за что был награждён земельным наделом, где он основал монастырь. Считается, что этот монастырь располагался на территории современного Кархемптона. Этот эпизод является одним из редких упоминаний короля Артура в контексте, возможно, не имеющем отношения к «Истории королей Британии», одному из главных источников формирования британского мифологического цикла.
Другая легенда гласит об основании церкви на месте, куда голубь отнёс щепку его посоха. Это место может быть локализовано как Кранток в Корнуолле, а церковь — церковь святого Карантока. Известно, что на месте сохранившейся церкви нормандской постройки XIII века существовала более древняя церковь, примерно с периода жизни святого. Однако бревиарий Леонской епархии 1519 года относит это предание к периоду его жизни в Уэльсе.
После странствований на Британских островах Каранног отправился в Арморику (современная Бретань). Его путешествия и почитание прослеживается по топонимам, которые можно встретить в исторической области Леон, территория которой сегодня является частью департамента Финистер. Святой Тененан, его ученик, в будущем построил и посвятил своему наставнику церковь в городе, основанном Каранногом и носящем его имя по сей день — Карaнтек (фр. Carantec). Также его имя носит часть острова Иль-де-Ба — Гранног (фр. Grannog) — и несколько других финистерских топонимов. Схожие топонимы имеются и в других департаментах Бретани, однако с уверенностью атрибутировать их святому Каранногу нельзя ввиду наличия других, более поздних, святых с подобным именем.
Впоследствии Каранног предположительно вернулся в Ирландию, где и умер 16 мая (год смерти неизвестен). Он был похоронен либо в Далейне (англ. Dulane, Мит), либо в Инис-Бейтен (англ. Inis-Baithen, Ленстер).